# Bernardo Buontalenti
Bernardo Buontalenti, född omkring 1536 och död 1608, var en italiensk konstnär från Florens.
Buontalenti ägnade sig åt alla de bildade konsternas områden, men blev mest känd som arkitekt, och var en av de första barockmästarna i Florens. Han fortsatte byggandet av Uffizierna och andra av Giorgio Vasari påbörjade verk, gjorde fasaden till Santa Trinità och uppförde Palazzo Nonfinito. Buontalenti är representerad vid bland annat Nationalmuseum.